# Пайл, Майк
Майкл Уэйн Пайл (англ. Michael Wayne Pyle; род. 18 сентября 1975, Дрезден) — американский боец смешанного стиля, представитель полусредней весовой категории. Выступал на профессиональном уровне в период 1999—2018 годов, известен по участию в турнирах бойцовских организаций UFC, WEC, Strikeforce, Affliction, M-1 Global, IFL, EliteXC, World Victory Road и др. Владел титулом чемпиона WEC в полусреднем весе.

## Биография
Майк Пайл родился 18 сентября 1975 года в городе Дрезден штата Теннесси, США. В возрасте семнадцати лет переехал на постоянное жительство в Бирмингем, Алабама, где начал заниматься тхэквондо. Позже под впечатлением от выступлений Ройса Грейси увлёкся бразильским джиу-джитсу.

### Начало профессиональной карьеры
Дебютировал в смешанных единоборствах на профессиональном уровне в ноябре 1999 года — проиграл единогласным решением судей известному американскому бойцу Куинтону Джексону, хотя Джексон на взвешивании перевесил Пайла более чем на 11 кг.
В первой половине 2000-х годов Пайл выступал преимущественно на территории Европы, одержал четыре победы в датском промоушене Viking Fight, завоевав при этом титул чемпиона в средней весовой категории, выступил один раз в России на турнире M-1 Global — в поединке с российским самбистом Андреем Семёновым была зафиксирована ничья.
С 2005 года Майк Пайл сотрудничал с достаточно крупной американской организацией World Extreme Cagefighting, где завоевал и защитил титул чемпиона в полусреднем весе, выиграв у Брета Бергмарка и Шоуни Картера.
В 2006 году покинул WEC ради выступлений в новосозданной организации International Fight League, где одержал одну победу и потерпел два поражения.
Пайлу довелось подраться на турнирах многих крупных организаций того времени, в их числе Strikeforce, Affliction, EliteXC, World Victory Road и др.

### Ultimate Fighting Championship
Имея в послужном списке 17 побед и только 5 поражений, Пайл привлёк к себе внимание крупнейшей бойцовской организации Ultimate Fighting Championship и в 2009 году подписал с ней долгосрочный контракт. Выступал в октагоне UFC с переменным успехом — сумел выиграть у нескольких сильных соперников, но периодически проигрывал и никогда не поднимался до верхних позиций рейтинга полусредневесов.
В июне 2012 года за четыре секунды до конца первого раунда нокаутировал Джоша Нира, заработав бонус за лучший нокаут вечера.
В феврале 2016 года выиграл техническим нокаутом у Шона Спенсера, получив награду за лучший бой вечера.
Оставался действующим бойцом вплоть до 2018 года, после досрочного поражения от Зака Оттоу в возрасте 42 лет завершил спортивную карьеру.

## Актёрская карьера
В 2009 году Пайл исполнил роль капитана Кевина Бёрка в художественном фильме «Универсальный солдат 3: Возрождение».
Появился в эпизодической роли в фильме «Люди в чёрном 3».

## Статистика в профессиональном ММА
| Боёв 42  | Побед 27 | Поражений 14 |
| -------- | -------- | ------------ |
| Нокаутом | 7        | 8            |
| Сдачей   | 16       | 4            |
| Решением | 4        | 2            |
| Ничьи    | 1        | 1            |

| Результат | Рекорд  | Соперник           | Способ                          | Турнир                                   | Дата             | Раунд | Время | Место                    | Примечание                                            |
| --------- | ------- | ------------------ | ------------------------------- | ---------------------------------------- | ---------------- | ----- | ----- | ------------------------ | ----------------------------------------------------- |
| Поражение | 27-14-1 | Зак Оттоу          | TKO (удары руками)              | UFC 222                                  | 3 марта 2018     | 1     | 2:34  | Лас-Вегас, США           |                                                       |
| Поражение | 27-13-1 | Алекс Гарсия       | KO (удар)                       | UFC 207                                  | 30 декабря 2016  | 1     | 3:34  | Лас-Вегас, США           |                                                       |
| Поражение | 27-12-1 | Алберту Мина       | KO (удары)                      | UFC Fight Night: dos Anjos vs. Alvarez   | 7 июля 2016      | 2     | 1:17  | Лас-Вегас, США           |                                                       |
| Победа    | 27-11-1 | Шон Спенсер        | TKO (удары)                     | UFC Fight Night: Hendricks vs. Thompson  | 6 февраля 2016   | 3     | 4:25  | Лас-Вегас, США           | Бой вечера.                                           |
| Поражение | 26-11-1 | Колби Ковингтон    | Единогласное решение            | UFC 187                                  | 23 мая 2015      | 3     | 5:00  | Лас-Вегас, США           |                                                       |
| Поражение | 26-10-1 | Джордан Мейн       | TKO (удары руками)              | UFC Fight Night: Henderson vs. dos Anjos | 23 августа 2014  | 1     | 1:12  | Талса, США               |                                                       |
| Победа    | 26-9-1  | Ти Джей Уолдбергер | TKO (удары)                     | UFC 170                                  | 22 февраля 2014  | 3     | 4:03  | Лас-Вегас, США           |                                                       |
| Поражение | 25-9-1  | Мэтт Браун         | KO (удары руками)               | UFC Fight Night: Shogun vs. Sonnen       | 17 августа 2013  | 1     | 0:29  | Бостон, США              |                                                       |
| Победа    | 25-8-1  | Рик Стори          | Раздельное решение              | UFC 160                                  | 25 мая 2013      | 3     | 5:00  | Лас-Вегас, США           |                                                       |
| Победа    | 24-8-1  | Джеймс Хед         | TKO (удары)                     | The Ultimate Fighter 16 Finale           | 15 декабря 2012  | 1     | 1:55  | Лас-Вегас, США           |                                                       |
| Победа    | 23-8-1  | Джош Нир           | KO (удар рукой)                 | UFC on FX: Johnson vs. McCall            | 8 июня 2012      | 1     | 4:56  | Санрайз, США             | Нокаут вечера.                                        |
| Победа    | 22-8-1  | Рикарду Фунш       | TKO (удары)                     | UFC 142                                  | 14 января 2012   | 1     | 1:22  | Рио-де-Жанейро, Бразилия |                                                       |
| Поражение | 21-8-1  | Рори Макдональд    | TKO (удары руками)              | UFC 133                                  | 6 августа 2011   | 1     | 3:54  | Филадельфия, США         |                                                       |
| Победа    | 21-7-1  | Рикарду Алмейда    | Единогласное решение            | UFC 128                                  | 19 марта 2011    | 3     | 5:00  | Ньюарк, США              |                                                       |
| Победа    | 20-7-1  | Джон Хэтэуэй       | Единогласное решение            | UFC 120                                  | 16 октября 2010  | 3     | 5:00  | Лондон, Англия           |                                                       |
| Победа    | 19-7-1  | Джесси Леннокс     | Техническая сдача (треугольник) | UFC 115                                  | 12 июня 2010     | 3     | 4:44  | Ванкувер, Канада         |                                                       |
| Поражение | 18-7-1  | Джейк Элленбергер  | TKO (удары руками)              | UFC 108                                  | 2 января 2010    | 2     | 0:22  | Лас-Вегас, США           |                                                       |
| Победа    | 18-6-1  | Крис Уилсон        | Сдача (гильотина)               | UFC Fight Night: Diaz vs. Guillard       | 16 сентября 2009 | 3     | 2:15  | Оклахома-Сити, США       |                                                       |
| Поражение | 17-6-1  | Брок Ларсон        | Сдача (треугольник руками)      | UFC 98                                   | 23 мая 2009      | 1     | 3:06  | Лас-Вегас, США           |                                                       |
| Победа    | 17-5-1  | Брайан Гассауэй    | Сдача (рычаг локтя)             | SuperFights MMA: Night of Combat 2       | 11 октября 2008  | 1     | 4:21  | Лас-Вегас, США           |                                                       |
| Победа    | 16-5-1  | Джей Джей Амброз   | Сдача (удушение сзади)          | Affliction: Banned                       | 19 июля 2008     | 1     | 2:51  | Анахайм, США             |                                                       |
| Победа    | 15-5-1  | Дэн Хорнбакл       | Сдача (треугольник)             | World Victory Road Presents: Sengoku 2   | 18 мая 2008      | 1     | 4:52  | Токио, Япония            |                                                       |
| Победа    | 14-5-1  | Дамир Миренич      | Сдача (кимура)                  | HCF: Destiny                             | 1 февраля 2008   | 2     | 1:24  | Калгари, Канада          |                                                       |
| Поражение | 13-5-1  | Джейк Шилдс        | Сдача (удушение сзади)          | EliteXC: Renegade                        | 10 ноября 2007   | 1     | 3:39  | Корпус-Кристи, США       |                                                       |
| Победа    | 13-4-1  | Аарон Уизерспун    | Единогласное решение            | Strikeforce: Shamrock vs. Baroni         | 22 июня 2007     | 3     | 5:00  | Сан-Хосе, США            |                                                       |
| Победа    | 12-4-1  | Росс Эбаньес       | Сдача (удушение сзади)          | EliteXC: Destiny                         | 10 февраля 2007  | 1     | 1:55  | Саутавен, США            |                                                       |
| Поражение | 11-4-1  | Мэтт Хорвич        | Сдача (удушение сзади)          | IFL: World Championship Semifinals       | 2 ноября 2006    | 2     | 1:02  | Портленд, США            |                                                       |
| Победа    | 11-3-1  | Джон Коул          | Техническая сдача (гильотина)   | IFL: Portland                            | 9 сентября 2006  | 1     | 0:17  | Портленд, США            |                                                       |
| Поражение | 10-3-1  | Рори Маркем        | KO (удар рукой)                 | IFL: Legends Championship 2006           | 29 апреля 2006   | 1     | 0:44  | Атлантик-Сити, США       |                                                       |
| Победа    | 10-2-1  | Густаву Машаду     | TKO (удары руками)              | GFC: Team Gracie vs. Team Hammer House   | 3 марта 2006     | 1     | 1:20  | Колумбус, США            |                                                       |
| Победа    | 9-2-1   | Шоуни Картер       | Сдача (треугольник)             | WEC 18                                   | 13 января 2006   | 1     | 2:06  | Лемор, США               | Защитил титул чемпиона WEC в полусреднем весе.        |
| Победа    | 8-2-1   | Брет Бергмарк      | Сдача (треугольник)             | WEC 17                                   | 14 октября 2005  | 1     | 3:36  | Лемор, США               | Выиграл титул чемпиона WEC в полусреднем весе.        |
| Победа    | 7-2-1   | Тони Санса         | Сдача (удушение сзади)          | SportFight 12                            | 16 сентября 2005 | 1     | 1:06  | Портленд, США            |                                                       |
| Победа    | 6-2-1   | Дэмиан Хэтч        | Сдача (удушение сзади)          | SportFight 10                            | 28 мая 2005      | 1     | 2:07  | Грешем, США              |                                                       |
| Победа    | 5-2-1   | Патрик Суль        | KO (удары руками)               | Viking Fight 5                           | 2 мая 2004       | 1     | 1:31  | Копенгаген, Дания        | Выиграл титул чемпиона Viking Fight в среднем весе.   |
| Победа    | 4-2-1   | Петрас Маркевичус  | Сдача (треугольник)             | Viking Fight 5                           | 2 мая 2004       | 2     | 0:55  | Копенгаген, Дания        |                                                       |
| Победа    | 3-2-1   | Аршак Дахабагян    | Сдача (треугольник)             | Viking Fight 4                           | 1 февраля 2004   | 2     | 3:39  | Копенгаген, Дания        |                                                       |
| Поражение | 2-2-1   | Валдас Поцевичус   | Сдача (гильотина)               | Shooto                                   | 14 ноября 2003   | 1     | 3:37  | Вильнюс, Литва           |                                                       |
| Ничья     | 2-1-1   | Андрей Семёнов     | Ничья                           | M-1 MFC: Russia vs. the World 5          | 6 апреля 2003    | 1     | 10:00 | Санкт-Петербург, Россия  |                                                       |
| Победа    | 2-1     | Дан Койман         | Сдача (удушение сзади)          | Viking Fight 3                           | 15 февраля 2003  | 1     | 0:49  | Орхус, Дания             |                                                       |
| Победа    | 1-1     | Джон Фитч          | Сдача (удушение сзади)          | Revolution Fighting Championship 1       | 13 июля 2002     | 1     | 2:35  | Лас-Вегас, США           |                                                       |
| Поражение | 0-1     | Куинтон Джексон    | Единогласное решение            | ISCF: Memphis                            | 13 ноября 1999   | 3     | 5:00  | Мемфис, США              | Бой в промежуточном весе 93 кг; Пайл показал 79,4 кг. |